# Orion Garo
Orion Garo (Durazzo, 30 marzo 1980) è un ex cestista albanese.

## Carriera
Esordisce giovanissimo nel massimo campionato nazionale albanese disputando una stagione al Teuta e due Partizani. Dal 1998 al 2000 gioca nelle minors italiane con il Petritoli Basket prima di affrontare un percorso in NCAA con Saint Bonaventure University e Dakota State University.
Nel 2004 rientra in Albania al Partizani, ma dalla stagione successiva tenta la carriera europea prima a Cipro con l'ENAD poi in Danimarca con l'AaB Aalborg. Da febbraio 2007 torna in Patria e fino al 2012 sarà un giocatore del PBC Tirana. Chiude la carriera nel 2013 al Teuta.
Con l'Albania esordisce in gare ufficiali nel 2004 e nel 2009 partecipa ai Giochi del Mediterraneo.

## Palmarès

### Giocatore
- Campionati albanesi: 5

PBC Tirana: 2007-08, 2008-09, 2009-10, 2010-11, 2011-12
- Campionati albanesi: 4

PBC Tirana: 2008, 2009, 2011, 2012
- Supercoppe d'Albania: 5

PBC Tirana: 2008, 2009, 2010, 2011, 2012